# رصدخانه یرکیز

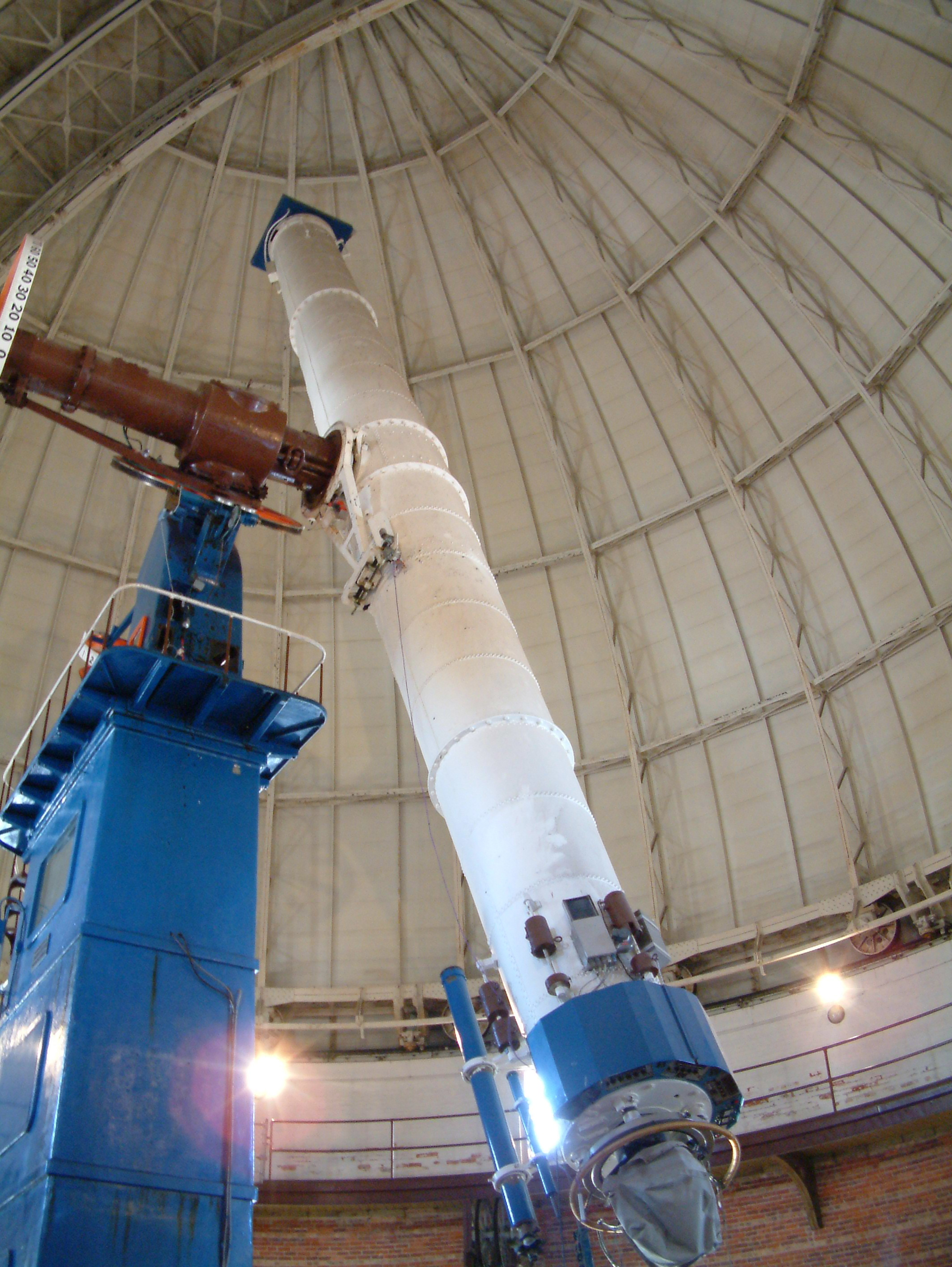
تلسکوپ ۴۰ اینچی شکستی این مرکز.

رصدخانه یرکیز (به انگلیسی: Yerkes Observatory) یک مرکز رصد تاریخی در کشور آمریکا است. این رصدخانه در ۱۸۹۷ تأسیس گردید.
این رصدخانه که در ویسکانسین قرار دارد، متعلق به دانشگاه شیکاگو می‌باشد.